# 高州 (三郷市)
高州（たかす）は、埼玉県三郷市の町名。現行行政地名は高州一丁目から高州四丁目。郵便番号は341-0037。

## 地理
埼玉県の東部地域で、三郷市最南部の沖積平野に位置する。北は鷹野、東は東町、南は葛飾区東金町、西は葛飾区水元公園（町丁）に隣接している。なお、西の水元公園との境界線は確定していない（県境#境界未定地域も参照）。地内は住宅地と農地が広がる。

### 河川
- 大場川

### 湖沼
- 小合溜井（小合溜）

## 歴史
かつては江戸期より存在した下総国葛飾郡二郷半領に属する高須村で、古くは室町期より見出せる高須賀・河辺須賀であった。
- はじめは幕府領。以降変遷なし[4]。なお、検地は1695年（元禄8年）に実施[5]。
- 寛永年間頃に武蔵国に編入された[4]。
- 元禄年間に久兵衛・下新田・小向・樋ノ口・徳島・長戸呂村を分村する[4]。
- 1729年（享保14年）村の西端にある古利根川（現在の中川）の流路（派川）に灌漑用遊水池の小合溜井が造成される。
- 幕末の時点では葛飾郡に属し、明治初年の『旧高旧領取調帳』の記載によると、代官・佐々井半十郎支配所が管轄する幕府領であった[6]。
- 1868年（慶応4年）6月19日 - 幕府領が武蔵知県事・山田政則（忍藩士）の管轄となる。
- 1869年（明治2年）1月13日 - 武蔵知県事・河瀬秀治の管轄区域に小菅県を設置、小菅県の管轄となる[7]。県庁は葛飾郡小菅村に置かれる。
- 1871年（明治4年）11月13日 - 第1次府県統合により埼玉県の管轄となる。
- 1879年（明治12年）3月17日 - 郡区町村編制法により成立した北葛飾郡に属す。郡役所は杉戸宿に設置。
- 1889年（明治22年）4月1日 - 町村制施行に伴ない、北葛飾郡長戸呂村、下新田村、徳島村、樋ノ口村、久兵衛村、高須村、小向村、八町掘村、一本木村、大膳村、横堀村、市助村が合併して八木郷村が成立、高須村は八木郷村の大字高須となる。
- 1943年（昭和18年）7月1日 - 八木郷村が戸ケ崎村と合併し東和村が成立、東和村の大字となる。
- 1956年（昭和31年）9月30日 - 東和村が彦成村、早稲田村と合併し三郷村が成立。三郷村の大字となる。
- 1964年（昭和39年）10月1日 - 三郷村が町制施行し、三郷町の大字となる。
- 1965年（昭和40年） - 大字高須の一部から大字東町が成立する[4]。
- 1969年（昭和44年）4月1日 - 地内に三郷町立第五小学校（現、三郷市立高州小学校）が設立される。
- 1972年（昭和47年）5月3日 -三郷町が市制施行し、三郷市の大字となる。
- 1974年（昭和49年）10月1日 - 地番変更の実施に伴ない、大字高須の大部分、および大字下新田、小向、長戸呂、樋野口、久兵衛、寄巻の各一部から高州一丁目〜四丁目が成立[8]。
- 1980年（昭和55年）4月 - 地内に三郷市立高州東小学校が創立する。
- 1982年（昭和57年）10月9日 - 大字高須が鷹野一丁目〜五丁目の一部となる[9]。これにより大字高須は大字一本木、久兵衛、小向、下新田、徳島、長戸呂、長沼、樋野口、前谷とともに消滅する[9]。
- 1984年（昭和59年）4月1日 - 地内にみさと公園が造成され、開園する。
- 2005年（平成17年）3月27日 - 地内に国道298号が開通する。
- 2018年（平成30年）6月2日 - 地内に東京外環自動車道が開通する。

## 世帯数と人口
2017年（平成29年）10月1日現在の世帯数と人口は以下の通りである。
| 丁目       | 世帯数    | 人口    |
| ---------- | --------- | ------- |
| 高州一丁目 | 1,462世帯 | 3,310人 |
| 高州二丁目 | 1,329世帯 | 2,914人 |
| 高州三丁目 | 939世帯   | 2,291人 |
| 高州四丁目 | 438世帯   | 919人   |
| 計         | 4,168世帯 | 9,434人 |

## 小・中学校の学区
市立小・中学校に通う場合、学区（校区）は以下の通りとなる。
| 丁目       | 番地 | 小学校               | 中学校           |
| ---------- | --- | -------------------- | ---------------- |
| 高州一丁目 | 68番地1〜241番地2 246番地2〜304番地3 358番地3 362番地3、362番地6 364番地1〜381番地 383番地〜388番地2        | 三郷市立高州東小学校 | 三郷市立南中学校 |
| 高州一丁目 | 242番地1〜246番地1 354番地3 355番地1〜357番地1 382番地1、382番地2 388番地3〜409番地                         | 三郷市立高州小学校   | 三郷市立南中学校 |
| 高州一丁目 | その他 | 三郷市立鷹野小学校   | 三郷市立南中学校 |
| 高州二丁目 | 1番地〜236番地 246番地1〜311番地2 322番地1〜322番地3 324番地1〜326番地 343番地1〜349番地5 368番地〜381番地4 | 三郷市立高州小学校   | 三郷市立南中学校 |
| 高州二丁目 | その他 | 三郷市立高州東小学校 | 三郷市立南中学校 |
| 高州三丁目 | 全域 | 三郷市立高州小学校   | 三郷市立南中学校 |
| 高州四丁目 | 1番地〜71番地4                                                                                              | 三郷市立高州小学校   | 三郷市立南中学校 |
| 高州四丁目 | その他 | 三郷市立高州東小学校 | 三郷市立南中学校 |

## 交通
地内に鉄道は敷設されていない。

### 道路
- 東京外環自動車道
- 国道298号
- 埼玉県道21号三郷松伏線

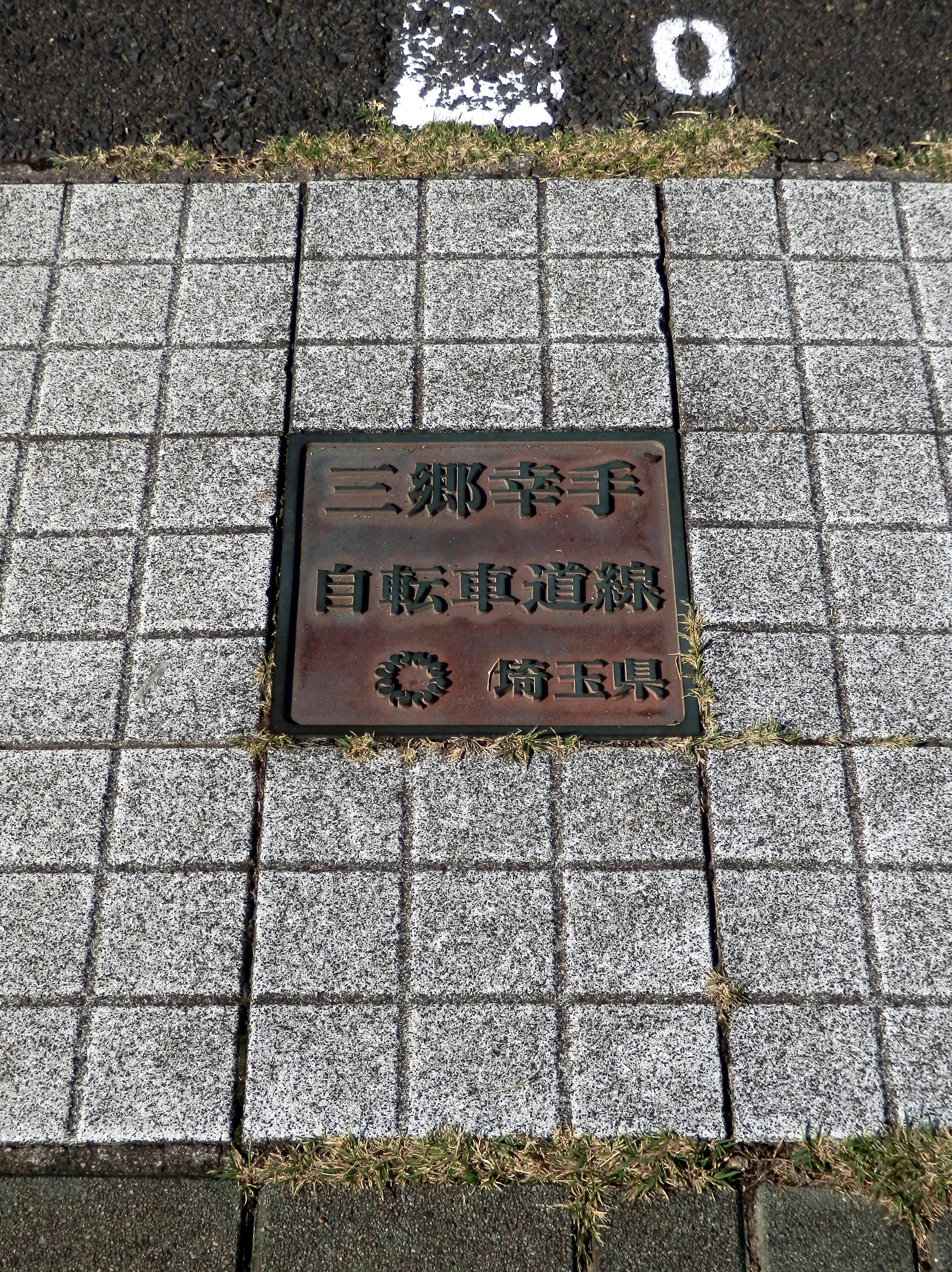
埼玉県道156号三郷幸手自転車道線・起点道路標（川のキロポスト19.75km付近）（2023年10月）

- 埼玉県道156号三郷幸手自転車道線（当地が起点である[11]）
- 千葉県道・東京都道・埼玉県道54号松戸草加線
- 中央通り[12]
- 高洲通り

## 寺社
- 日蓮宗大雄寺
- 日蓮宗本隆寺
- 宝連寺
- 久兵衛稲荷神社
- 下新田稲荷神社
- 香取神社
- 三輪神社

## 施設
下記以外にも「ちびっ子広場」と称される無名の街区公園が地内にいくつかある。内、高州一丁目21付近にあった公園は宅地となっている。
- 三郷市立高州小学校
- 三郷市立高州東小学校
- みさと公園
- 栄光幼稚園
- けやきの森保育園
- 三郷市立高州保育所
- 三郷市立ふれあいの郷下新田 - 旧三郷市立下新田保育所
- 高州地区文化センター
- 三郷市立高州地区体育館
- 小向公民館
- 吉川警察署 高州交番
- 三郷高州郵便局
- JAさいかつ東和支店
- 亀有信用金庫高州支店